# La Prévière

La Prévière este o comună în departamentul Maine-et-Loire, Franța. În 2009 avea o populație de 255 de locuitori.